# Husumer Taler
Der Husumer Taler oder Husum-Taler ist die erste, auf dem Gebiet des heutigen Schleswig-Holstein geprägte Talermünze. Der Husumer Taler wurde 1522 in Husum geprägt. Münzherr war Friedrich I., Herzog von Schleswig und Holstein – und gleichzeitig König von Dänemark und Norwegen.
Der Husum Taler hat einen Durchmesser von 39 mm. Es gibt heute nur noch elf bekannte Exemplare, davon 8 in öffentlichem Besitz.
- Vorderseite: Bildnis Friedrich I. mit der Umschrift FREDERICUS o DEI o GRA o SLESVICEN o ET o HOLSAC o DUX o (Friedrich von Gottes Gnaden Herzog von Schleswig und Holstein).
- Rückseite: Wappenschild Friedrichs (Norwegen, Schleswig, Holstein und Stormarn) mit oldenburgischem Mittelschild; Umschrift MONET o NOVA o ARGENTA o HUSEMEN o 1522 o (Neues Husumer Silbergeld 1522)

## Quelle
- Rüdiger Articus (2010) Der Husumer Taler von 1522 in einer frühen gelehrten Wochenschrift. Beiträge zur Husumer Stadtgeschichte. Heft 12/2010